# Zbrodnie w Budach Ossowskich
Zbrodnie w Budach Ossowskich – zbrodnie dokonane przez Ukraińską Powstańczą Armię i chłopów ukraińskich na polskich mieszkańcach wsi Budy Ossowskie, położonej w powiecie kowelskim województwa wołyńskiego, podczas  tzw. rzezi wołyńskiej, w szczególności zbrodnia dokonana 29 lub 30 sierpnia 1943 r., kiedy zginęło około 270 Polaków.
Po pierwszych napadach na Polaków na Wołyniu w 1943 r. w Budach Ossowskich samoobronę próbował bezskutecznie zorganizować por. Władysław Czermiński „Jastrząb”. Przeciwstawili się temu mieszkańcy wsi uważając, że zostanie to odczytane przez Ukraińców jako prowokacja.
Do sierpnia 1943 r. w Budach Ossowskich z rąk Ukraińców zginęło 20 osób. Mimo to nie zawiązano samoobrony a mieszkańcy nie chcieli ewakuować się do ośrodka samoobrony w Zasmykach. Utwierdzały ich w tym zapewnienia Ukraińców, że mordy nastąpiły przez pomyłkę.
29 lub 30 sierpnia 1943 r. bojówki UPA i grupy chłopstwa ukraińskiego otoczyły wieś i wymordowały około 270 Polaków. Nielicznych ocalałych 5 września 1943 zabrał do Zasmyk oddział „Jastrzębia”. Pozostali ocaleni z rzezi ukrywali się przez kilka tygodni w lesie świniarzyńskim, skąd z nastaniem chłodów przedostawali się do Zasmyk.

## Literatura
- Grzegorz Motyka, Ukraińska partyzantka 1942-1960, Warszawa 2006 Wyd. Instytut Studiów Politycznych PAN, Oficyna Wydawnicza "Rytm", ISBN 83-88490-58-3 (ISP PAN,) ISBN 83-7399-163-8 (Rytm), ISBN 978-83-88490-58-3;
- Władysław Siemaszko, Ewa Siemaszko, Ludobójstwo dokonane przez nacjonalistów ukraińskich na ludności polskiej Wołynia 1939–1945, Warszawa: „von borowiecky”, 2000, ISBN 83-87689-34-3, OCLC 749680885.